# Cophixalus aenigma
The Tapping Nursery-frog (Cophixalus aenigma) es una especie de anfibio anuro del género Cophixalus de la familia Microhylidae.

## Distribución geográfica
Originaria de Australia.